# Nazionale maschile under 20 di calcio del Giappone
La nazionale giapponese di calcio under 20 è una rappresentativa calcistica Under-20 nazionale del Giappone controllata dalla Japan Football Association. La squadra è stata campione nel campionato AFC U-19 del 2016.

## Cronologia allenatori
- Takahashi Etsushi 1959
- Iwatani Toshio 1960
- Okano Shunichiro 1961
- Mizuno Takashi 1962 - 1963
- Asami Toshio 1964
- Hiraki Ryuzo 1965
- Fukuhara Renzo 1966
- Ryuzo Hiraki 1967 - 1969
- Shigeo Yaegashi 1970
- Ohashi Kenzo 1971
- Matsuda Teruyuki 1972
- Watanabe Tadashi 1973
- Mizuguchi Yoji 1974
- Kamada Mitsuo 1975
- Matsumoto Yukio 1976 - 1979
- Matsumoto Akiji 1980
- Okamura Shintaro 1981 - 1984
- Matsumoto Yukio 1985 - 1986
- Shintaro Okamura 1987 - 1988
- Yoshikazu Nagai 1989 - 1990
- Nishino Akira 1991 - 1992
- Tanaka Koji 1993 - 1995
- Yamamoto Masakuni 1996 - 1997
- Seikun Eisumi 1998
- Philippe Troussier 1999
- Nishimura Akihiro 2000 - 2001
- Okumu Qi 2002 - 2005
- Yoshida Yasushi 2006 - 2007
- Makiuchi Tatsuya 2007 - 2008
- Keiichiro Futoshi 2009 - 2010
- Yoshida Yasushi 2011 - 2012
- Suzuki Masakazu 2013 - 2014
- Uchiyama Atsushi 2015 - 2017
- Kageyama Masanaga 2017 - 2021

## Partecipazioni a competizioni internazionali

### Mondiali Under-20
| Anno   | Piazzamento      | G               | V               | N               | P               | GF              | GS              |
| ------ | ---------------- | --------------- | --------------- | --------------- | --------------- | --------------- | --------------- |
| 1977   | Non qualificato  | Non qualificato | Non qualificato | Non qualificato | Non qualificato | Non qualificato | Non qualificato |
| 1979   | Primo turno      | 3               | 0               | 2               | 1               | 1               | 2               |
| 1981   | Non qualificato  | Non qualificato | Non qualificato | Non qualificato | Non qualificato | Non qualificato | Non qualificato |
| 1983   | Non qualificato  | Non qualificato | Non qualificato | Non qualificato | Non qualificato | Non qualificato | Non qualificato |
| 1985   | Non qualificato  | Non qualificato | Non qualificato | Non qualificato | Non qualificato | Non qualificato | Non qualificato |
| 1987   | Non qualificato  | Non qualificato | Non qualificato | Non qualificato | Non qualificato | Non qualificato | Non qualificato |
| 1989   | Non qualificato  | Non qualificato | Non qualificato | Non qualificato | Non qualificato | Non qualificato | Non qualificato |
| 1991   | Non qualificato  | Non qualificato | Non qualificato | Non qualificato | Non qualificato | Non qualificato | Non qualificato |
| 1993   | Non qualificato  | Non qualificato | Non qualificato | Non qualificato | Non qualificato | Non qualificato | Non qualificato |
| 1995   | Quarti di finale | 4               | 1               | 1               | 2               | 6               | 6               |
| 1997   | Quarti di finale | 5               | 2               | 1               | 2               | 12              | 9               |
| 1999   | Secondo posto    | 7               | 4               | 1               | 2               | 11              | 9               |
| 2001   | Primo turno      | 3               | 1               | 0               | 2               | 4               | 4               |
| 2003   | Quarti di finale | 5               | 3               | 0               | 2               | 6               | 10              |
| 2005   | Ottavi di finale | 4               | 0               | 2               | 2               | 3               | 5               |
| 2007   | Ottavi di finale | 4               | 2               | 2               | 0               | 6               | 3               |
| 2009   | Non qualificato  | Non qualificato | Non qualificato | Non qualificato | Non qualificato | Non qualificato | Non qualificato |
| 2011   | Non qualificato  | Non qualificato | Non qualificato | Non qualificato | Non qualificato | Non qualificato | Non qualificato |
| 2013   | Non qualificato  | Non qualificato | Non qualificato | Non qualificato | Non qualificato | Non qualificato | Non qualificato |
| 2015   | Non qualificato  | Non qualificato | Non qualificato | Non qualificato | Non qualificato | Non qualificato | Non qualificato |
| 2017   | Ottavi di finale | 4               | 1               | 1               | 2               | 4               | 6               |
| 2019   | Ottavi di finale | 4               | 1               | 2               | 1               | 4               | 2               |
| 2023   | Primo turno      | 3               | 1               | 0               | 2               | 3               | 4               |
| Totale | 11/23            | 46              | 16              | 12              | 18              | 60              | 60              |

### Campionato asiatico AFC U-20
| Anno   | Piazzamento      | G                | V                | N                | P                | GF               | GS               |
| ------ | ---------------- | ---------------- | ---------------- | ---------------- | ---------------- | ---------------- | ---------------- |
| 1959   | Terzo posto      | 4                | 2                | 0                | 2                | 12               | 11               |
| 1960   | Terzo posto      | 4                | 2                | 1                | 1                | 10               | 11               |
| 1961   | Primo turno      | 4                | 0                | 1                | 3                | 4                | 8                |
| 1962   | Primo turno      | 4                | 1                | 0                | 3                | 4                | 9                |
| 1963   | Primo turno      | 5                | 1                | 1                | 3                | 8                | 13               |
| 1964   | Primo turno      | 3                | 0                | 1                | 2                | 1                | 4                |
| 1965   | Primo turno      | 4                | 2                | 0                | 2                | 8                | 4                |
| 1966   | Primo turno      | 4                | 0                | 0                | 4                | 2                | 13               |
| 1967   | Primo turno      | 3                | 0                | 0                | 3                | 2                | 6                |
| 1968   | Primo turno      | 3                | 0                | 1                | 2                | 0                | 6                |
| 1969   | Quarti di finale | 3                | 1                | 0                | 2                | 5                | 11               |
| 1970   | Quarto posto     | 6                | 2                | 1                | 3                | 5                | 13               |
| 1971   | Quarto posto     | 6                | 4                | 1                | 1                | 13               | 2                |
| 1972   | Quarti di finale | 5                | 2                | 2                | 1                | 12               | 5                |
| 1973   | Secondo posto    | 5                | 1                | 2                | 2                | 5                | 6                |
| 1974   | Quarti di finale | 4                | 2                | 0                | 2                | 9                | 4                |
| 1975   | Primo turno      | 4                | 2                | 0                | 2                | 10               | 5                |
| 1976   | Primo turno      | 4                | 1                | 2                | 1                | 2                | 4                |
| 1977   | Quarto posto     | 5                | 1                | 2                | 2                | 8                | 6                |
| 1978   | Primo turno      | 4                | 1                | 2                | 1                | 8                | 6                |
| 1980   | Fase finale      | 4                | 2                | 0                | 2                | 4                | 5                |
| 1982   | Non partecipante | Non partecipante | Non partecipante | Non partecipante | Non partecipante | Non partecipante | Non partecipante |
| 1985   | Non partecipante | Non partecipante | Non partecipante | Non partecipante | Non partecipante | Non partecipante | Non partecipante |
| 1986   | Non partecipante | Non partecipante | Non partecipante | Non partecipante | Non partecipante | Non partecipante | Non partecipante |
| 1988   | Primo turno      | 3                | 0                | 0                | 3                | 3                | 7                |
| 1990   | Primo turno      | 3                | 1                | 1                | 1                | 5                | 4                |
| 1992   | Terzo posto      | 5                | 3                | 0                | 2                | 8                | 4                |
| 1994   | Secondo posto    | 6                | 4                | 0                | 2                | 9                | 4                |
| 1996   | Quarto posto     | 6                | 3                | 1                | 2                | 12               | 6                |
| 1998   | Secondo posto    | 6                | 3                | 1                | 2                | 18               | 10               |
| 2000   | Secondo posto    | 6                | 3                | 1                | 2                | 15               | 8                |
| 2002   | Secondo posto    | 6                | 4                | 1                | 1                | 11               | 4                |
| 2004   | Terzo posto      | 6                | 3                | 0                | 3                | 10               | 3                |
| 2006   | Secondo posto    | 6                | 3                | 2                | 1                | 12               | 6                |
| 2008   | Quarti di finale | 4                | 2                | 1                | 1                | 10               | 6                |
| 2010   | Quarti di finale | 4                | 3                | 0                | 1                | 11               | 4                |
| 2012   | Quarti di finale | 4                | 1                | 1                | 2                | 2                | 4                |
| 2014   | Quarti di finale | 4                | 2                | 1                | 1                | 7                | 5                |
| 2016   | Campione         | 6                | 4                | 2                | 0                | 13               | 0                |
| 2018   | Semifinale       | 5                | 4                | 0                | 1                | 15               | 5                |
| 2023   | Semifinale       | 5                | 4                | 1                | 0                | 11               | 4                |
| Totale | 38/41            | 168              | 70               | 30               | 68               | 303              | 236              |

## Tutte le rose

### Mondiali Under-20
Campionato mondiale di calcio Under-20 19791 Y. Suzuki, 2 Kaneko, 3 Koshida, 4 Yanagishita, 5 Okimune, 6 Nakamoto, 7 Sugiyama, 8 Tanaka, 9 Miyauchi, 10 J. Suzuki, 11 Takahashi, 12 Yamaguchi, 13 Natori, 14 Kazama, 15 Sarusawa, 16 Mizunuma, 17 Ozaki, 18 Hashiratani, CT: Matsumoto
Campionato del mondo Under-20 19951 Honda, 2 Akiba, 3 Omori, 4 Morioka, 5 Matsuda, 6 Yamada, 7 Kumagai, 8 Ōtsuka, 9 Yasunaga, 10 Itō, 11 Ōki, 12 Yamanishi, 13 Hagimura, 14 Yabuta, 15 Nakata, 16 Suzuki, 17 Oku, 18 Shimoda, CT: Tanaka
Campionato del mondo Under-20 19971 Kobari, 2 Mikuriya, 3 Nishi, 4 Toda, 5 Miyamoto, 6 Jōjō, 7 Myōjin, 8 Hiroyama, 9 Fukuda, 10 Yanagisawa, 11 Yamashita, 12 Yamaguchi, 13 Ōno, 14 Koga, 15 Nagai, 16 Nakamura, 17 Osada, 18 Minami, CT: Yamamoto
Campionato del mondo Under-20 19991 Enomoto, 2 Teshima, 3 Tsujimoto, 4 Ishikawa, 5 Kaji, 6 Inamoto, 7 Sakai, 8 Ogasawara, 9 Takahara, 10 Motoyama, 11 Endō, 12 Nakata, 13 Ono, 14 Nagai, 15 Takada, 16 Bando, 17 Ujiie, 18 Minami, CT: Troussier
Campionato del mondo Under-20 20011 Fujigaya, 2 Ikeda, 3 Nakazawa, 5 Haneda, 6 Komano, 7 Aoki, 8 Ka.Morisaki, 9 Tahara, 10 Ishikawa, 11 Satō, 12 Nagai, 13 Yamase, 14 Maeda, 15 Hiramoto, 16 Kō.Morisaki, 17 Iio, 18 Kurokawa, 19 Nasu, CT: Nishimura
Campionato del mondo Under-20 20031 Kawashima, 2 Tokunaga, 3 Kakuda, 4 Kikuchi, 5 Nagata, 6 Konno, 7 Naruoka, 8 Kobayashi, 9 Mogi, 10 Sakata, 11 Abe, 12 Okamoto, 13 Kondō, 14 Yamagishi, 15 Suzuki, 16 Kurihara, 17 Unozawa, 18 Yazawa, 19 Hirayama, 20 Yamaguchi, CT: Ōkuma
Campionato del mondo Under-20 20051 Matsui, 2 Mizumoto, 3 Yoshihiro, 4 Kobayashi, 5 Masushima, 6 Inoha, 7 Kajiyama, 8 Nakamura, 9 Hirayama, 10 Hyōdō, 11 Cullen, 12 Mizuno, 13 Kokeguchi, 14 Honda, 15 Funatani, 16 Nagira, 17 Ienaga, 18 Yamamoto, 19 Maeda, 20 Morimoto, 21 Nishikawa, CT: Ōkuma
Campionato del mondo Under-20 20071 Hayashi, 2 Uchida, 3 Yasuda, 4 Fukumoto, 5 Makino, 6 Morishige, 7 Umesaki, 8 Tanaka, 9 Kawahara, 10 Kashiwagi, 11 Havenaar, 12 Morishima, 13 Yanagawa, 14 Aoki, 15 Aoyama, 16 Fujita, 17 Ōta, 18 Takeda, 19 Hirashige, 20 Kagawa, 21 Kirihata, CT: Yoshida
Campionato del mondo Under-20 20171 Kojima, 2 Fujitani, 3 Nakayama, 4 Itakura, 5 Tomiyasu, 6 Hatsuse, 7 Dōan, 8 Miyoshi, 9 Ogawa, 10 Sakai, 11 Endō, 12 Hatano, 13 Iwasaki, 14 Tagawa, 15 Sugioka, 16 Hara, 17 Ichimaru, 18 Takagi, 19 Funaki, 20 Kubo, 21 Yamaguchi, CT: Uchiyama
Campionato del mondo Under-20 20191 Wakahara, 2 Higashi, 3 Kobayashi, 4 Seko, 5 Sugawara, 6 Gōke, 7 Itō, 8 Fujimoto, 9 K. Saitō, 10 M. Saitō, 11 Tagawa, 12 Mogi, 13 Miyashiro, 14 Nishikawa, 15 T. Suzuki, 16 Yamada, 17 Mikuni, 18 Hara, 19 Kida, 20 Nakamura, 21 Z. Suzuki, CT: Kageyama
Campionato del mondo Under-20 20231 Kimura, 2 Matsuda, 3 Tanaka, 4 Kikuchi, 5 Yamane, 6 Fukui, 7 Matsuki, 8 Sano, 9 Fukuda, 10 Kitano, 11 Sakamoto, 12 Kanoshima, 13 Chase, 14 Einaga, 15 Yashiki, 16 Takahashi, 17 Matsumura, 18 Kumata, 19 Takai, 20 Abe, 21 Haruna, CT: Togashi

## Rosa attuale
Lista dei giocatori convocati per le partite del Mondiale Under-20 2023.
Statistiche aggiornate al 27 maggio 2023, dopo la partita contro l'Israele.
| 21 | P | Ryūsei Haruna    | 1º maggio 2004    | 2  | -2  | Mito HollyHock      |  |  |
| 12 | P | Yū Kanoshima     | 5 maggio 2003     | 0  | 0   | Ryutsu Keizai       |  |  |
| 1  | P | Ryōya Kimura     | 10 giugno 2003    | 14 | -10 | Nihon Daigaku       |  |  |
|    |   |                  |                   |    |     |                     |  |  |
| 13 | D | Anrie Chase      | 24 marzo 2004     | 3  | 0   | Stoccarda II        |  |  |
| 4  | D | Shūta Kikuchi    | 16 agosto 2003    | 13 | 0   | Shimizu S-Pulse     |  |  |
| 2  | D | Hayate Matsuda   | 2 ottobre 2003    | 17 | 0   | Mito HollyHock      |  |  |
| 16 | D | Niko Takahashi   | 17 agosto 2005    | 9  | 0   | Barcellona U-18     |  |  |
| 19 | D | Kōta Takai       | 4 settembre 2004  | 13 | 0   | Kawasaki Frontale   |  |  |
| 3  | D | Hayato Tanaka    | 1º novembre 2003  | 15 | 0   | Kashiwa Reysol      |  |  |
| 15 | D | Yūsei Yashiki    | 18 ottobre 2003   | 16 | 1   | Oita Trinita        |  |  |
|    |   |                  |                   |    |     |                     |  |  |
| 20 | C | Taisei Abe       | 7 giugno 2004     | 7  | 0   | V-Varen Nagasaki    |  |  |
| 14 | C | Takatora Einaga  | 7 aprile 2003     | 13 | 1   | Kawasaki Frontale   |  |  |
| 6  | C | Taichi Fukui     | 15 luglio 2004    | 10 | 1   | Bayern Monaco II    |  |  |
| 10 | C | Sōta Kitano      | 13 agosto 2004    | 16 | 3   | Cerezo Osaka        |  |  |
| 7  | C | Kuryū Matsuki    | 30 aprile 2003    | 11 | 4   | FC Tokyo            |  |  |
| 17 | C | Kōsuke Matsumura | 2 maggio 2004     | 5  | 0   | Hosei Daigaku       |  |  |
| 8  | C | Kōdai Sano       | 25 settembre 2003 | 15 | 1   | Fagiano Okayama     |  |  |
| 5  | C | Riku Yamane      | 17 agosto 2003    | 18 | 2   | Yokohama F·Marinos  |  |  |
|    |   |                  |                   |    |     |                     |  |  |
| 9  | A | Shiō Fukuda      | 8 aprile 2004     | 3  | 0   | Borussia M'gladbach |  |  |
| 18 | A | Naoki Kumata     | 2 agosto 2004     | 11 | 7   | FC Tokyo            |  |  |
| 11 | A | Isa Sakamoto     | 26 agosto 2003    | 16 | 8   | Fagiano Okayama     |  |  |